# Roxasella camusi
Roxasella camusi är en insektsart som beskrevs av Baltasar Merino 1936. Roxasella camusi ingår i släktet Roxasella och familjen dvärgstritar. Inga underarter finns listade i Catalogue of Life.